# Mapa miłości
Mapa miłości (ang. lovemap) – koncepcja opracowana przez Johna Money dla wyjaśnienia seksualnych i erotycznych preferencji ludzi. Mapa miłości jest definiowana jako zindywidualizowany, umysłowy wzorzec idealnego kochanka. Zakłada, że każdy człowiek ma mapę miłości i jest w stanie ją opisać o ile tylko zada mu się właściwe pytanie. Za niewłaściwy dobór obiektów seksualnych mogą być odpowiedzialne błędy w mapie miłości danego człowieka. Mapa ta jest relatywnie trwała przez całe życie.
Money opisywał rozwój mapy miłości jako podobny do procesu uczenia się języka ojczystego, ponieważ cechuje się taką samą charakterystycznością jak akcent w języku mówionym. Mapa miłości dość szczegółowo określa preferencje co do wyglądu, budowy ciała, rasy, temperamentu, czy sposobu zachowania idealnego kochanka.
W idealnych warunkach, według Moneya, mapa miłości jest: heteroseksualna, preferowanym scenariuszem jest stosunek seksualny, ujmuje miłość i erotyzm jako uzupełniające się.